# Frans Huygelen

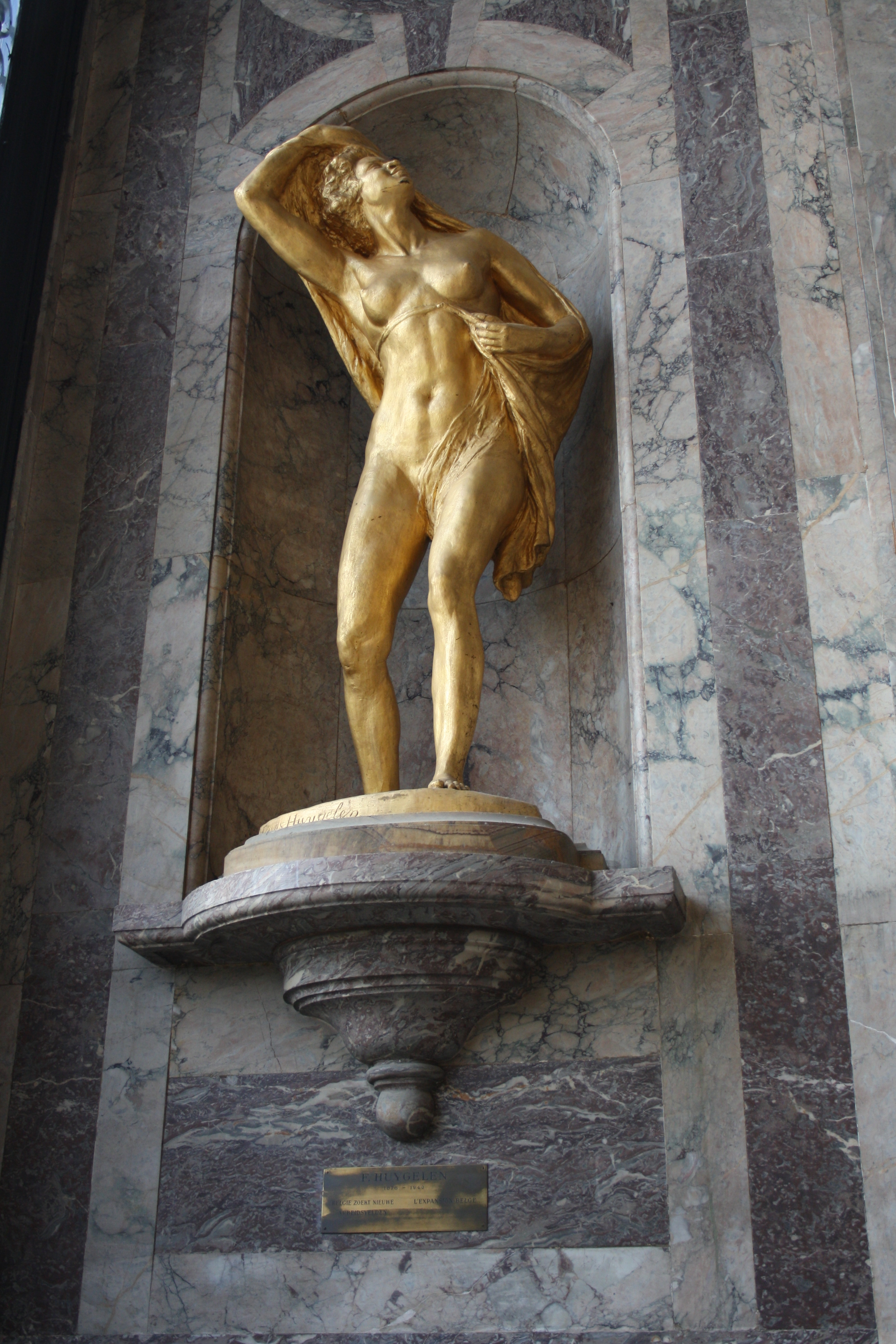
F. Huygelen (1922). Allegorische Darstellung einer Afrikanerin unter dem Titel:
Belgie zoekt nieuwe arbeidsvelden / L’expansion belge. Königliches Museum für Zentralafrika

Frans Huygelen (* 19. August 1878 in Antwerpen; † 5. November 1940 in Uccle/Ukkel) war ein belgischer Bildhauer.

## Leben
Huygelen wurde in Antwerpen geboren als Sohn von Carolus Huygelen und Catharina s’Heeren. Seine Ausbildung erhielt er an der Königlichen Akademie der Schönen Künste in Antwerpen und anschließend ab 1897 am Hoger Institut der Schönen Künste im Atelier für Bildhauerei von Thomas Vinçotte.
Huygelen schuf 1897 eine Tannhäuser-Skulptur und eine Beethoven-Büste, die in Kunstkreisen Beachtung fanden. Gleichzeitig beteiligte er sich erstmals am Wettbewerb um den belgischen Rompreis (Prijs van Rome / Prix de Rome) in der Sparte Bildhauerei, bestand jedoch die Aufnahmeprüfung nicht. 1900 beteiligte er sich zum Thema „Adam und Eva finden den Leichnam Abels“ erneut und gewann den Preis mit einem Basrelief. Von 1903 bis 1905 lebte er, mit Unterbrechungen, in Italien und bereiste Paris und London.
Am 30. Januar 1904 verheiratete er sich in Mechelen mit Jenny Spaapen (1878–1962). Danach ließ er sich in Schaarbeek nieder und seit 1908 in Ukkel. 1920 wurde er Professor an der Königlichen Akademie der Schönen Künste in Antwerpen.
1940 starb er in Ukkel.
Auf einer Gedenkausstellung in Brüssel 1941 zeigte man neben seinen zahlreichen Werken in Marmor auch den bronzenen Prometheus. Im Wolvendaelpark von Ukkel wurde 1953 ihm zu Ehren ein Monument errichtet. Es enthält den von ihm selbst geschaffenen Marmor-Fries „Frühlings-Allegorie“, eingefügt in eine rechteckige Mauer-Konstruktion nach einem Entwurf des Architekten Jos Evrard.

## Schaffen
Er schuf zahlreiche Auftragswerke, nach dem Ersten Weltkrieg vor allem Kriegsmonumente, sowie Denkmäler für General Albert Thys, General Henri Alexis Brialmont und Graf Charles Frederic Auguste Woeste. Er porträtierte auch König Albert, Königin Elizabeth, Prinz Karel und verschiedene Politiker, Industrielle und Kolonial-Magnaten. Er gestaltete Medaillons und beschäftigte sich am Ende seines Lebens hauptsächlich mit Malerei.

### Prometheus
Dieser überlebensgroße, stehende männliche Akt aus Bronze wurde von Huygelen 1905 geschaffen. Das Kunstwerk gehörte zuletzt Hélène und Lucienne Brunin, Töchter des bekannten belgischen Malers Léon Brunin. Um es „in Verehrung für den großen Meister Richard Wagner unter dem Himmel von Bayreuth aufstellen zu lassen“ schenkten die Schwestern ihr Erbstück der Stadt zu Wagners 150. Geburtstag. Seit dem 9. Juli 1963 empfängt die Statue mit den seitwärts ausgestreckten Armen die Besucher am Eingang zum Festspielpark. Karin Neukam schrieb über Huygelens' Schöpfung:
„Sein Prometheus ist der machtberauschte, stolze und geniale Titan, der den von ihm geschaffenen Menschen verbunden ist, ihnen die Anfänge der Kultur vermittelt und sie gegen den Willen des Zeus mit dem Feuer beglückt. In seinem rechten erhobenen Arm hält er den markigen Stengel eines Riesenfenchels, mit dem er das Feuer vom Olymp den Sterblichen als viertes Element zu Erde, Luft und Wasser beschert. Mit seiner linken Hand umfasste Prometheus ursprünglich ein Bündel Blitze, das ihm jedoch 1970 über Nacht entwendet wurde. Bis heute wurde es auch nicht wieder ersetzt.“ (Festspielnachrichten 1993 'Der fliegende Holländer', herausgegeben von „Nordbayerischer Kurier“, S. 32-34)
Stilistisch korrespondiert Prometheus mit den Bronze-Porträts von Franz Liszt, Richard Wagner und Cosima Wagner im Garten des Festspielparks, die Arno Breker angeblich im Auftrag der Stadt Bayreuth 1955 bis 1979 schuf. (Die Wagner-Büste hatte Breker allerdings schon 1939 geschaffen.) Bayreuther Bürger störten sich 1963 an der Nacktheit der Figur (es fehlt ihnen ein Feigenblatt), nicht aber daran, dass sie Assoziationen weckt an die Monumentalplastiken „Wehrmacht“ und „Partei“ von Arno Breker im Eingangsbereich („Ehrenhof“) von Hitlers Reichskanzlei.

## Werke (Auswahl)
- Prometheus (1905)

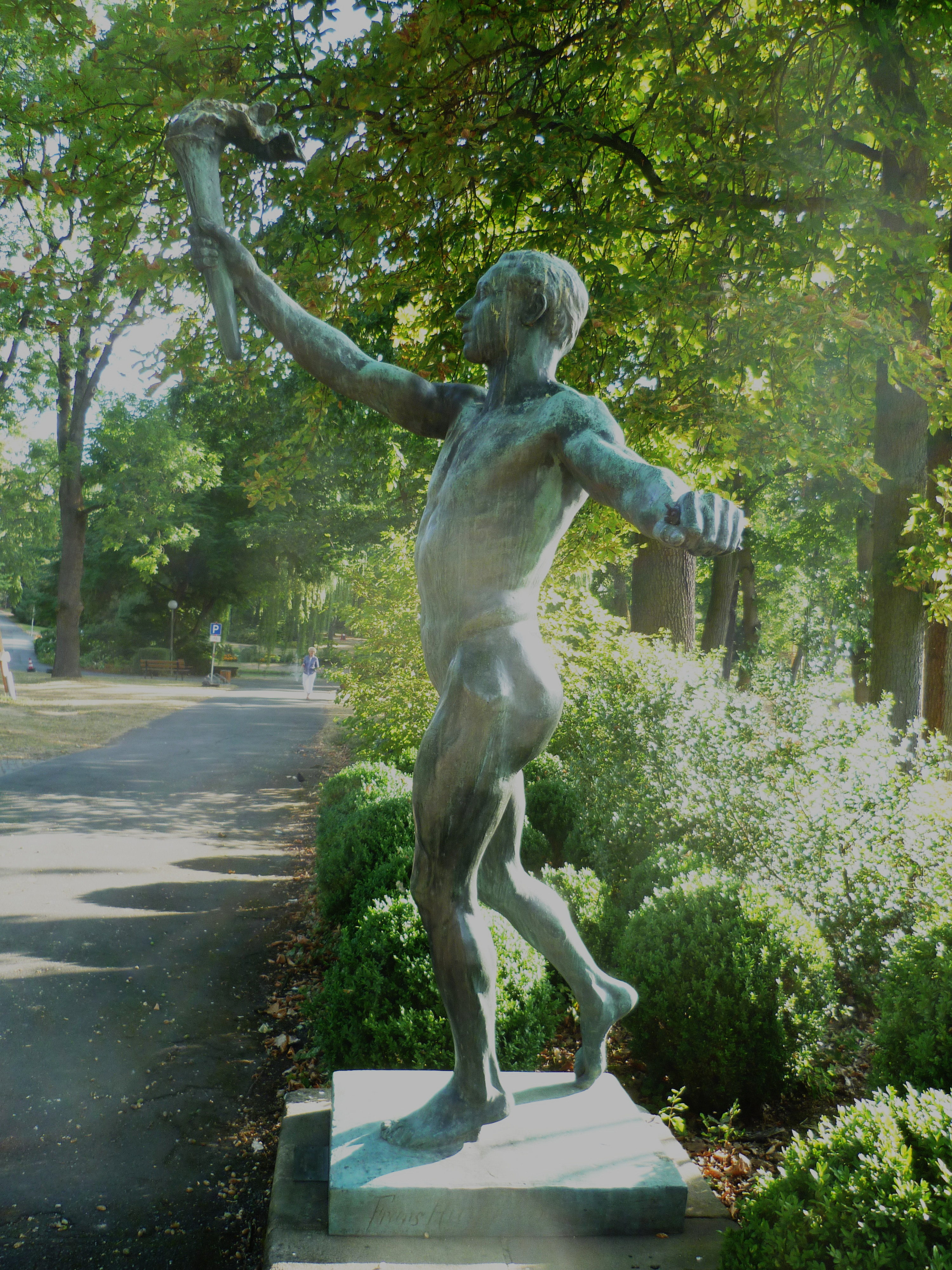
Frans Huygelen. Prometheus. Bronzeplastik (1905). Bayreuth, Park am Festspielhaus. Bayerisches Landesamt für Denkmalpflege ID D:4-62-000-69

- Büste von Emile de Laveleye (1913), Palast der Akademien
- Büste von Philip, Graf von Flandern (1914), Königliche Museen der Schönen Künste Brüssel
- Weinranken (1915), Königliche Museen der Schönen Künste Brüssel
- Belgie zoekt nieuwe arbeidsvelden/L’expansion belge (Belgien sucht neue Betätigungsfelder / Expansion auf belgische Art, 1922), Königliches Museum für Zentralafrika, Tervuren
- Denkmäler zur Erinnerung an den Ersten Weltkrieg in Rekem (Lanaken) 1922, in Péruwelz 1924, in Rossignol 1925, in Dinant 1927, und Denkmal für die gefallenen ehemaligen Schüler des Instituts Saint-Louis in Brüssel 1928.
- Büste von Charles Woeste (1926), Ixelles/Elsene
- Denkmal für General Albert Thys (1927), Jubelpark Brüssel